# Circonscription de Doullens (IIIe République)
 (signalé en mai 2025).
Si vous disposez d'ouvrages ou d'articles de référence ou si vous connaissez des sites web de qualité traitant du thème abordé ici, merci de compléter l'article en donnant les références utiles à sa vérifiabilité et en les liant à la section « Notes et références ».
- Archive Wikiwix
- Bing
- Cairn
- DuckDuckGo
- E. Universalis
- Gallica
- Google
- G. Books
- G. News
- G. Scholar
- Persée
- Qwant
- (zh) Baidu
- (ru) Yandex
- (wd) trouver des œuvres sur Wikidata

La circonscription de Doullens était, sous la Troisième République, une circonscription législative française de la Somme.

## Description géographique et démographique

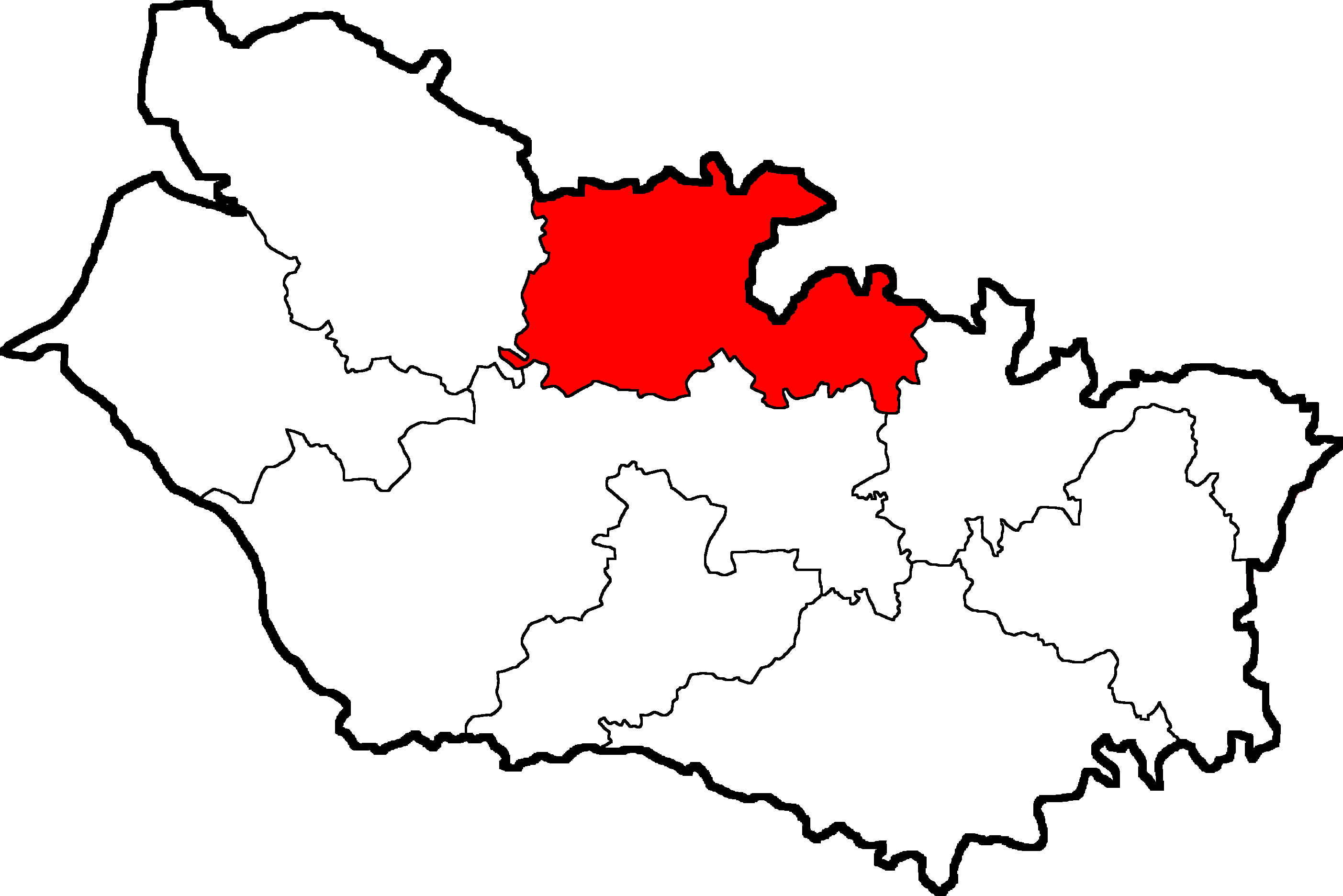
Circonscription en 1876.

Elle fut créée avec loi organique du 30 novembre 1875 pour l'élection législative de 1876 et sera active de 1876 à 1885, puis de 1889 à 1919. 
Elle est délimitée par les cantons de l'arrondissement de Doullens :
- Canton d'Acheux-en-Amiénois
- Canton de Bernaville
- Canton de Domart-en-Ponthieu
- Canton de Doullens

La circonscription fut supprimée par la loi du 12 juillet 1919 qui institua un scrutin de liste avec représentation proportionnelle.
L'arrondissement de Doullens est supprimé le 10 septembre 1926, ses cantons furent rattachés à l'arrondissement d'Amiens.

## Historique des députations

### 1876 - 1885
| Législature      | Début           | Fin             | Député                                | Parti / Idéologie | Parti / Idéologie | Observation                                                                                   |
| ---------------- | --------------- | --------------- | ------------------------------------- | ----------------- | ----------------- | --------------------------------------------------------------------------------------------- |
| Ire législature  | 8 mars 1876     | 25 juin 1877    | Marie Alexandre Raoul Blin de Bourdon |                   | Légitimiste       | Mandat écourté à la suite d'une dissolution parlementaire décidée par le président Mac Mahon. |
| IIe législature  | 7 novembre 1877 | 27 octobre 1881 | Marie Alexandre Raoul Blin de Bourdon |                   | Légitimiste       |                                                                                               |
| IIIe législature | 28 octobre 1881 | 9 novembre 1885 | Marie Alexandre Raoul Blin de Bourdon |                   | Royaliste         |                                                                                               |

Les députés de la IVe législature (1885-1889) ont été élus au scrutin de liste majoritaire départementales. 

### 1889 - 1919
| Législature       | Début            | Fin             | Député                                | Parti / Idéologie | Parti / Idéologie          | Observation                                       |
| ----------------- | ---------------- | --------------- | ------------------------------------- | ----------------- | -------------------------- | ------------------------------------------------- |
| Ve législature    | 12 novembre 1889 | 14 octobre 1893 | Marie Alexandre Raoul Blin de Bourdon |                   | Royaliste                  |                                                   |
| VIe législature   | 15 octobre 1893  | 2 février 1894  | Octave Dusevel                        |                   | Républicains progressistes | Décédé en cours de mandat                         |
| VIe législature   | 18 mars 1894     | 31 mai 1898     | Charles Saint                         |                   | Républicains progressistes | Élu lors d'une élection partielle le 18 mars 1894 |
| VIIe législature  | 1er juin 1898    | 31 mai 1902     | Charles Saint                         |                   | Modérés                    |                                                   |
| VIIIe législature | 1er juin 1902    | 31 mai 1906     | Albert Rousé                          |                   | Républicains de gauche     |                                                   |
| IXe législature   | 1er juin 1906    | 3 janvier 1909  | Albert Rousé                          |                   | Républicains de gauche     | Élu sénateur lors des élections du 3 janvier 1909 |
| IXe législature   | 31 mars 1909     | 31 mai 1910     | Étienne Dusevel                       |                   | Parti radical              | Élu lors d'une élection partielle le 31 mars 1909 |
| Xe législature    | 31 mai 1914      | 6 juillet 1910  | Étienne Dusevel                       |                   | Parti radical              |                                                   |
| XIe législature   | 1er juin 1914    | 7 décembre 1919 | Anatole Jovelet                       |                   | Parti radical              |                                                   |

Les députés des XIIe (1919-1924) et XIIIe législature (1924-1928) ont été élus au scrutin à système mixte majoritaire-proportionnel dans le cadre du département, adopté par la loi du 12 juillet 1919.

## Historique des élections
Voici la liste des résultats des élections législatives dans la circonscription de 1876 à 1936 : 